# 蛭野高原

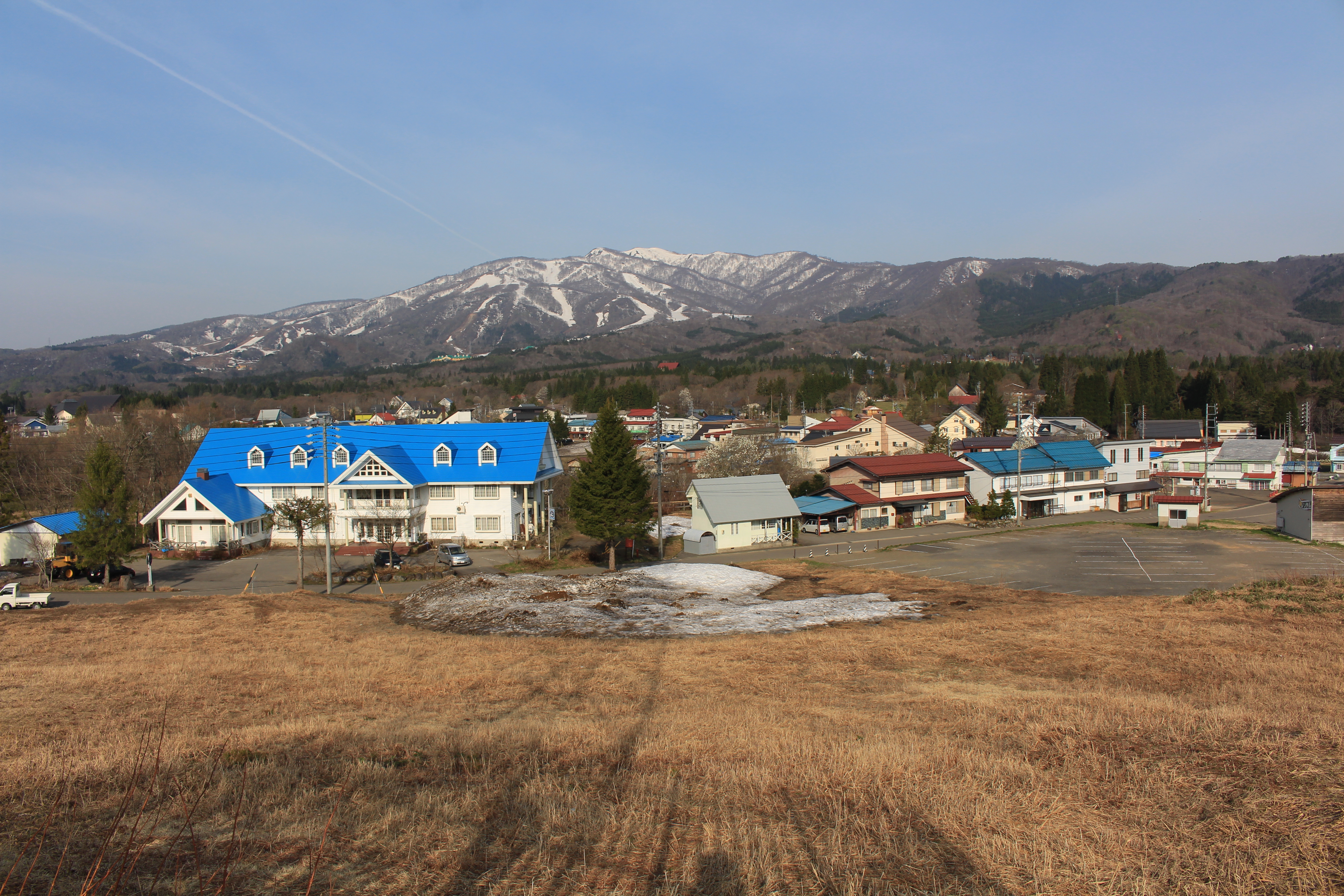
从蛭野高原眺望的大日岳

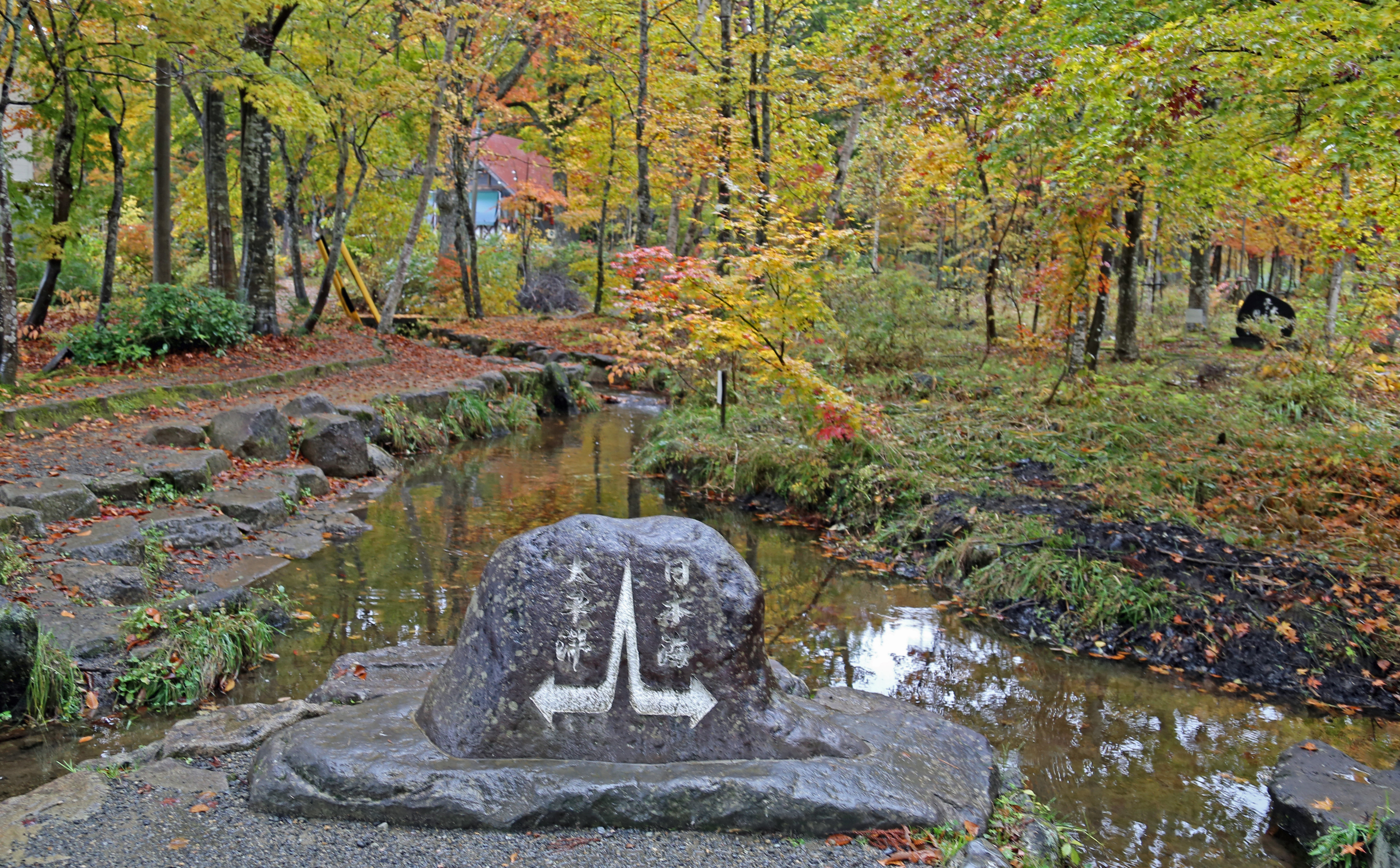
蛭野高原的高原分水嶺

蛭野高原（日语：／），是位于日本岐阜县郡上市的高原。
此地夏天是避暑地，秋天有美丽的红叶，到了冬天能够享受滑雪。访问此地可以通过“東海北陸自動車道高鷲IC”、“荘川IC”。156号国道附近有中央分水岭以及分水岭公园，此分水岭以北的河川是庄川，以南是长良川。